# 平阴县
平阴县，别名玫城，是中华人民共和国山东省济南市下辖的一个县，为济南市西南的一个远郊县，平阴县以“东原之阴”而得名。因其盛产玫瑰和阿胶而被称为“中国玫瑰之乡”，“中国阿胶之乡”。縣人民政府駐府前街35號。
平陰因地處古東原之陰，東原砥平，故名，此係以“平陰”命名之始。隋代大業二年（606年）設平陰縣。泰山餘脈縱貫縣境中部，西部和北部有黃河流經，南部有山東省第二大淡水湖東平湖潤澤，屬暖温帶大陸性半濕潤季風氣候區。地勢南高北低，中部隆起。

## 地名
平阴之名始见与《左传》。《尚书·禹贡》称汶水、济水一带的广大平原为东原，而平阴则因位于古东原之北，济水之阴而得名，亦有说法认为，平阴县之名直接来自于境内的平阴邑。

## 历史

### 史前至清末
根据平阴县境内的周河遗址等诸多文化遗址确认，早在新石器时期，今平阴县境内就有人类活动。这些遗址跨过了北辛文化、大汶口文化、龙山文化、岳石文化等多个文化时期。据传说载，夏商时期，平阴县为有仍氏部族活动的北境。商代时期，商文化向东发展、平阴县渐入商境，今平阴县境内亦有商代晚期墓葬。西周及春秋早期，平阴境内有谷城等城邑，为鲁国北境。春秋中期后为齐境，齐国在此修筑平阴邑，为齐国重要的军事重镇、也是重要的武库，齐国不仅在此修筑城邑、亦在此修建了兼具防洪和御敌作用的齐长城。公元前589年，齐国军队曾自此发兵攻打鲁国，公元前555年，晋国联合多路诸侯伐齐，并在今平阴境内爆发平阴之战，最终齐国大败。
秦代今平阴县先后属东郡、济北郡:26。西汉时期，分属泰山郡卢县、东郡东阿县和东平国富城县:27。东汉年间，今平阴县境分属东郡谷城县、济北国平阴县和东平国:28。曹魏至西晋太安二年，平阴县大部分属兖州济北国，而今平阴县东南少部分属东平国。永嘉之乱后、今平阴先后属后赵、前燕、前秦、后燕、南燕。刘裕平定南燕后，将平阴县并入卢县，属兖州济北郡，北魏占领此地后改属济州，此时境内有谷城县:30。
隋朝开皇十六年，设置榆山县。大业二年，榆山县改称平阴县，属济北郡。唐朝武德四年属济州。贞观元年，属河南道郓州。开元二十九年属河南道济州。大和六年，平阴县撤销，分属东阿县、卢县，五年后复置，属郓州东平郡。五代，平阴县属天平节度使郓州。北宋时期，今平阴境分属平阴县、东阿县。其中平阴县先后属京东路郓州、京东西路郓州:33和东平府。金朝，属山东西路东平府:34。元朝时期，先后属燕南河北道东平路、山东西道东平路。明代，先后属山东行中书省东平府、山东承宣布政使司兖州府、东兖道兖州府东平州:36。清朝雍正十三年后，平阴县属泰安府。

## 交通
- 105国道、 220国道、 341国道过境。

## 行政区划
平阴县辖8个乡镇级行政区，其中2个街道办事处、6个行政建制镇。
榆山街道、锦水街道、东阿镇、孝直镇、孔村镇、洪范池镇、玫瑰镇和安城镇。
| 平阴县行政区划                                                | 平阴县行政区划 | 平阴县行政区划  | 平阴县行政区划 | 平阴县行政区划 | 平阴县行政区划 | 平阴县行政区划 |
| ------------------------------------------------------------- | -------------- | --------------- | -------------- | -------------- | -------------- | -------------- |
| 孝直镇 安城镇 玫瑰镇 榆山街道 锦水街道 东阿镇 洪范池镇 孔村镇 |                |                 |                |                |                |                |
| 区划代码                                                      | 区划名称       | 汉语拼音        | 行政村         | 面积 （km2）   | 人口 （人）    | 邮政编码       |
| 370124000                                                     | 平阴县         | Píngyīn Xiàn    | 345            | 714.95         | 374,100        | 250400         |
| 370124001                                                     | 榆山街道       | Yúshān Jiēdào   | 31             | 90             | 100,000        | 250499         |
| 370124002                                                     | 锦水街道       | Jǐn shuǐ Jiēdào | 22             | 40             | 31,074         | 250499         |
| 370124102                                                     | 东阿镇         | Dong'e Zhèn     | 55             | 95             | 38,452         | 250401         |
| 370124103                                                     | 孝直镇         | Xiàozhí Zhèn    | 64             | 143            | 62,892         | 250402         |
| 370124104                                                     | 孔村镇         | Kǒngcūn Zhèn    | 47             | 126            | 40,453         | 250403         |
| 370124105                                                     | 洪范池镇       | Hóngfànchí Zhèn | 34             | 115            | 26,852         | 250405         |
| 370124106                                                     | 玫瑰镇         | Méiguī Zhèn     | 48             | 136            | 46,792         | 250407         |
| 370124107                                                     | 安城镇         | Ānchéng Zhèn    | 44             | 122            | 40,018         | 250409         |

## 地理
平阴县位于山东省西部，位于北纬36°1'至36°23'，东经116°12'至116°27'之间。东接肥城市，南临东平县，东北与济南市长清区接壤，西隔黄河与东阿县相望，总面积714.95平方公里。其县城距离泰安市区72公里，距离山东省省会济南60公里，距离北京约480公里。

### 地形地貌
平阴县位于泰山山脉西脉与鲁西平原的交界地带，总体地势南高北低，有山地、丘陵、平原、洼地四种主要地貌类型，西部为黄河冲积形成的平原和洼地，东南部为汇河冲积形成的平原和洼地，中部则为连绵起伏的低山丘陵和山地。山地丘陵总面积占总面积六成。平阴县大部分地面海拔在100米至250米，地面最高点为大寨山，海拔494.8米，地面最低点为城西洼，海拔35.5米。
山地众多、连绵起伏是平阴地形最典型的特点，平阴县境内共有山头800多个，其中16个山头海拔高于400米，大多数为泰山山脉余脉。泰山山脉从肥城市陶山入境，进入平阴县境内后分成南北两大支，这两大支脉又分为多个小分支，总体走势为东北-西南走向。东阿镇政府驻地西侧的少岱山高82.1米，为泰山山脉最西端。

### 水系

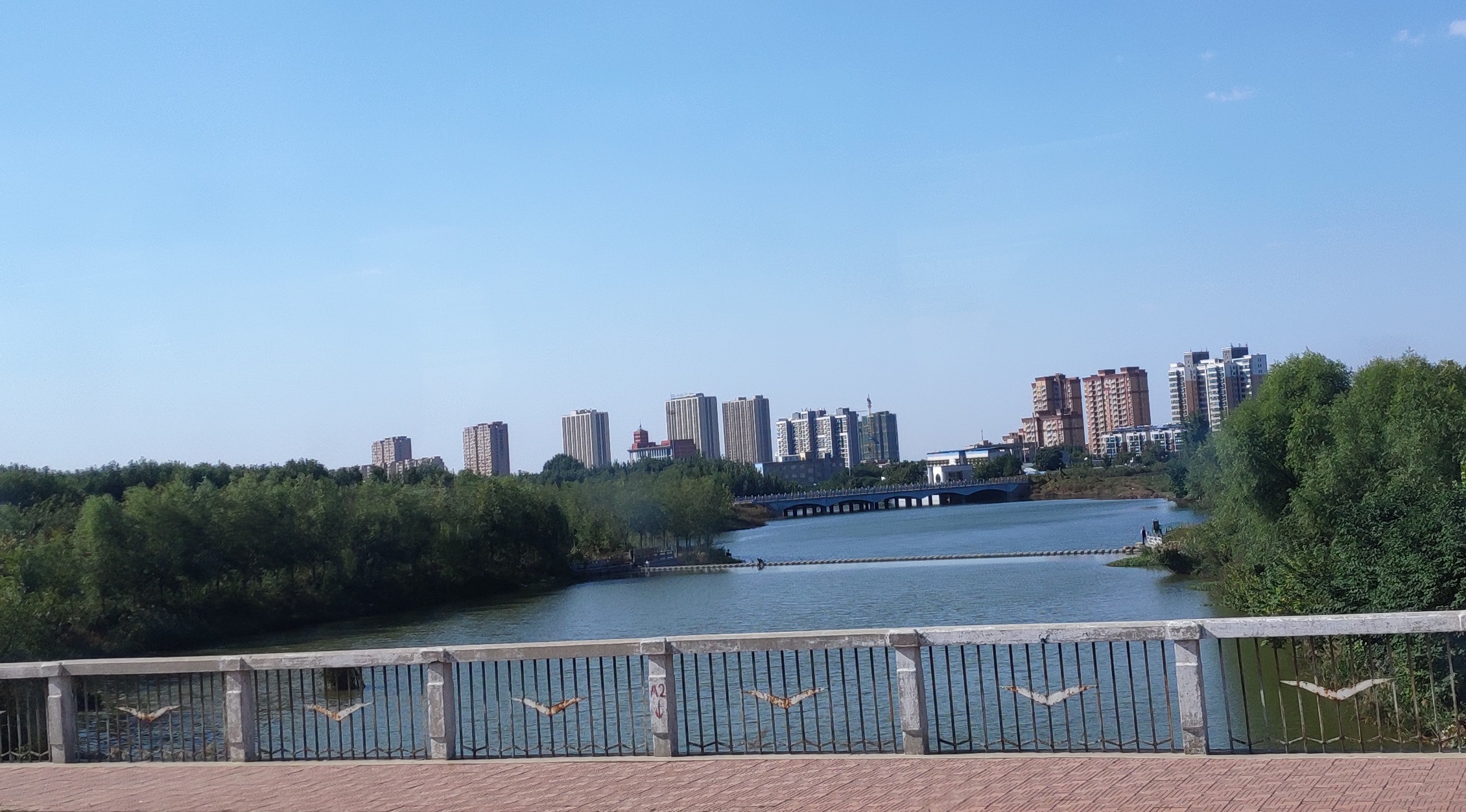
流经平阴县城的锦水河

平阴县境内最主要的河流为黄河和汇河，这两条均为过境河流，其中黄河为平阴县最大过境河流，在平阴县东阿镇姜沟村入境，自西南向东北流经平阴西部的四个乡镇，于安城镇王营村出境。黄河在平阴县境内长度40.5公里，为平阴县与东阿县的分界线，也是平阴县最重要的灌溉水源。汇河在孔村镇陈屯村东入境，自北向南穿过孔村镇和孝直镇，在孝直镇展小庄村出境，境内总长11.3公里，为平阴第二大河。平阴东南的丘陵将平阴县分成黄河水系与汇河水系两大水系，其中黄河水系面积589平方千米，汇河流域面积238平方千米。除黄河和汇河之外的河流大多为季节性河流，西侧的河流如浪溪河、龙柳河、玉带河、锦水河、安栾河汇入黄河；东侧的围河、郭柳沟河、转湾河、红卫河、小辛河、金线河、环河和齐心河汇入汇河。汇河最终亦注入黄河，因此平阴全境属于黄河流域。
平阴县地下水总体比较丰富，根据1984年的调查，平阴县浅层地下水总储量为7.8亿立方米，地下水平均可开采量为1.3亿立方米， 实际开采量807万立方米。在山区丘陵的沟谷和坡脚地带，地下水出露形成泉水。平阴县境内有25处泉水，其中有十余个常年不干涸。浪溪河中上游右侧泉水众多，被称为洪范池泉群，其中书院泉为平阴县最大最重要的泉眼，年平均泉涌量301万立方米。平阴县山区岩溶裂隙孔隙发达，但含水条件不好、地下径流众多，因此地下水资源相对稀缺。

### 气候物候
平阴县境内的气候为暖温带大陆性半湿润季风气候。四季分明，气象学上的冬季夏季较长、春秋季较短，秋季长于春季。春季干旱多风，夏季炎热多雨，秋季多晴朗天气，冬季干燥寒冷。气温和降水均不稳定，年度变化较大。平阴县平均气温13.98℃，7月份平均气温最高，为27.1℃，1月份平均气温最低，为零下1.2℃。1960年至2003年，平阴县极端最高气温为42.2℃，出现在1960年6月；极端最低气温-20.3℃，出现在1990年1月。平阴县地温变化与气温变化同步，但变化更为剧烈。平阴县年平均降水633.9毫米，7月份平均降水最多，为193.9毫米，1月份平均降水最少，仅有6.1毫米，
多云和晴天为平阴县最常见的天气。2011年1月1日至2018年7月1日的2738天中，晴天有1023天，占总天数37.4%；多云天气有1006天，占总天数36.7%；阴天443天，占16.1%；雨天113天，占4.1%；雪天53天，占1.9%。1960年至1987年间平阴县平均总云量51%，晴天最多见于秋冬季节，春夏季多阴、雨、云。降雪平均从12月5日左右开始，至次年3月终止，年平均降雪日数7.7天，平均积雪日数10.6天。冻土期从11月末持续至次年3月1日，长四个月，历史上没有无冻土年份。平均初霜期为10月22日，终霜期4月8日，平均霜期95.9天。
| 平阴县                                       | 平阴县      | 平阴县     | 平阴县      | 平阴县      | 平阴县      | 平阴县      | 平阴县       | 平阴县       | 平阴县      | 平阴县      | 平阴县      | 平阴县     | 平阴县        |
| 月份                                         | 1月         | 2月        | 3月         | 4月         | 5月         | 6月         | 7月          | 8月          | 9月         | 10月        | 11月        | 12月       | 全年          |
| -------------------------------------------- | ----------- | ---------- | ----------- | ----------- | ----------- | ----------- | ------------ | ------------ | ----------- | ----------- | ----------- | ---------- | ------------- |
| 平均高温 °C（°F）                            | 4 (39)      | 7 (45)     | 13 (55)     | 22 (72)     | 27 (81)     | 32 (90)     | 32 (90)      | 31 (88)      | 27 (81)     | 21 (70)     | 13 (55)     | 6 (43)     | 20 (67)       |
| 日均气温 °C（°F）                            | −1.2 (29.8) | 1.2 (34.2) | 7.6 (45.7)  | 14.9 (58.8) | 21 (70)     | 25.8 (78.4) | 27.1 (80.8)  | 26.1 (79.0)  | 21.2 (70.2) | 15.4 (59.7) | 7.7 (45.9)  | 1 (34)     | 14.0 (57.2)   |
| 平均低温 °C（°F）                            | −5 (23)     | −2 (28)    | 4 (39)      | 11 (52)     | 17 (63)     | 21 (70)     | 23 (73)      | 22 (72)      | 17 (63)     | 11 (52)     | 4 (39)      | −2 (28)    | 10 (50)       |
| 平均降水量 mm（）                            | 6.1 (0.24)  | 7.9 (0.31) | 15.2 (0.60) | 32 (1.3)    | 38.3 (1.51) | 75.9 (2.99) | 193.9 (7.63) | 144.4 (5.69) | 61.1 (2.41) | 34 (1.3)    | 17.6 (0.69) | 7.5 (0.30) | 633.9 (24.97) |
| 平均降水天数                                 | 2.5         | 3.9        | 4.1         | 6.6         | 5.4         | 7.8         | 14.2         | 11.5         | 8.0         | 6.2         | 5.4         | 3.6        | 79.2          |
| 平均相對濕度（％）                           | 53.8        | 54.2       | 51.4        | 51.7        | 52.5        | 56.3        | 75           | 76.8         | 68.8        | 64.2        | 60.3        | 56.8       | 60.2          |
| 日均日照時數                                 | 10.5        | 11.3       | 12.4        | 12.4        | 14.6        | 15.1        | 14.8         | 13.9         | 12.8        | 11.7        | 10.7        | 10.2       | 12.5          |
| 来源1：Weatherbase（降雨日数和日照时数）     |             |            |             |             |             |             |              |              |             |             |             |            |               |
| 来源2：天气网 （2011-01-01至2018-07-01数据） |             |            |             |             |             |             |              |              |             |             |             |            |               |

## 人口
根據第七次全国人口普查統計數據，全县常住人口323072人，与2010年第六次全国人口普查的331712人相比，十年共减少8640人，下降2.60%，年平均下降0.26%。 全县常住人口中，共有家庭户117705户，集体户2971 户，家庭户人口为314338人，集体户人口为8734人。 
2010年中国第六次人口普查时，平阴县共有人口331712人。共有家庭110212户，平均每户2.96人。14岁以下的少年儿童共50887人，占总人口15.34%；15-64岁人口共242650人，占总人口73.15%；65岁及以上的老年人共38175人，占总人口的11.50%。男性共计162972人，占总人口49.13%；女性共计168740，占总人口50.86%。本地居住的人口中，拥有本地户籍的人口为291195人，占87.78%。